# Тернавський Сергій Михайлович
Сергі́й Миха́йлович Терна́вський — підполковник Збройних сил України.
Брав участь у миротворчій місії в Ліберії, командир вертолітної ланки Мі-8.
31 жовтня 2014 року за особисту мужність і героїзм, виявлені у захисті державного суверенітету та територіальної цілісності України, вірність військовій присязі під час російсько-української війни, відзначений — нагороджений орденом «За мужність» III ступеня.